# Касабланка
Касабла́нка (араб. الدار البيضاء, Ад-Дар-ель-Беіда, бербер. ⴰⵏⴼⴰ; в буквальному перекладі з іспанської: каса — дім/будинок, бланка — білий) — місто на заході Марокко. Є найбільшим містом і найбільшим портом країни. Розкинулося на узбережжі Атлантичного океану, неподалік від столиці Рабату. Сучасне місто було побудоване навколо старого мавританського міста.

## Історія
У Середньовіччя Касабланка була заможним містом, відомим як Анфа. У Анфі розташовувалася база піратів, які атакували і захоплювали кораблі європейських держав, тому вона була зруйнована португальцями 1468 року. Португальці повернулися в цей район 1515 року і побудували нове місто під назвою Casa Blanca. Під час сильного землетрусу 1755 року місто було зруйноване і залишено жителями.
Султан Марокко Мухаммед III з династії Алавітів відновив місто в кінці XVIII століття. Іспанські купці, а також купці з інших європейських країн почали тут селитися. Через деякий час французи перевершили за чисельністю всіх інших європейських поселенців. 1907 року Касабланка була захоплена Францією. Під час французького протекторату (1912-1956) місто швидко зростає.
Під час Другої світової війни Касабланка була одним з трьох основних місць висадки військ союзників в Північній Африці. У місті пройшла Касабланкська конференція (січень 1943) між президентом США Франкліном Делано Рузвельтом і прем'єр-міністром Великої Британії Вінстоном Черчиллем.
Французи покинули країну у 1956 році після проголошення незалежності Марокко і це викликало серйозні економічні труднощі для Касабланки, але бурхливий розвиток туризму і зростання промисловості повернули місту процвітання.

## Інфраструктура
Касабланка — одне з провідних торгових міст Північної Африки. Місто з'єднують з рештою світу шосе і залізниця, міжнародний аеропорт; порт розташовується в одній з найбільших штучних гаваней у світі. Велика частина міжнародної торгівлі Марокко проходить через Касабланку. Основні статті експорту: зернові культури, шкіра, вовна і фосфати. Касабланка також є головним промисловим центром країни. Провідні галузі промисловості: рибальство, консервування риби, деревообробка та виробництво меблів, промисловість будівельних матеріалів, скляна і тютюнова галузі. Більше половини всіх банківських транзакцій в Марокко проводиться в Касабланці.

## Архітектура
Головна споруда міста — Велика мечеть Гасана II, мечеть з найвищим мінаретом у світі. У Касабланці є університет (Університет Гасана II, що був відкритий 1976 року).

## Клімат
Клімат Касабланки середземноморський (Csa за класифікацією кліматів Кеппена). Холодна Канарська течія, що проходить уздовж Атлантичного узбережжя, пом'якшує клімат міста, тому клімат Касабланки дуже схожий на клімат Лос-Анджелеса. В середньому в Касабланці 72 дня з опадами (425 мм на рік). Найбільша кількість опадів, що випали за один день становить 178 мм (30 листопада 2010 року).
| Клімат Касабланки        | Клімат Касабланки | Клімат Касабланки | Клімат Касабланки | Клімат Касабланки | Клімат Касабланки | Клімат Касабланки | Клімат Касабланки | Клімат Касабланки | Клімат Касабланки | Клімат Касабланки | Клімат Касабланки | Клімат Касабланки | Клімат Касабланки |
| Показник                 | Січ.              | Лют.              | Бер.              | Квіт.             | Трав.             | Черв.             | Лип.              | Серп.             | Вер.              | Жовт.             | Лист.             | Груд.             | Рік               |
| Абсолютний максимум, °C  | 31,1              | 29,4              | 32,2              | 32,8              | 35,1              | 37,4              | 38,4              | 39,0              | 40,5              | 37,8              | 34,7              | 30,3              | 40,5              |
| Середній максимум, °C    | 17,3              | 18,0              | 19,6              | 20,2              | 21,9              | 24,1              | 25,8              | 26,3              | 25,7              | 23,8              | 20,9              | 18,7              | 21,9              |
| Середня температура, °C  | 12,6              | 13,7              | 15,3              | 16,5              | 18,5              | 20,9              | 22,7              | 23,2              | 22,3              | 19,8              | 16,5              | 14,2              | 18,0              |
| Середній мінімум, °C     | 9,2               | 10,4              | 11,8              | 13,2              | 15,8              | 18,7              | 20,5              | 20,9              | 19,7              | 16,8              | 13,3              | 11,1              | 15,1              |
| Абсолютний мінімум, °C   | 0                 | 0                 | 2,7               | 5,0               | 7,4               | 10,0              | 13,0              | 13,0              | 10,0              | 7,0               | 4,6               | 2,0               | 0                 |
| Норма опадів, мм         | 62.2              | 59.0              | 50.7              | 40.2              | 18.8              | 5.8               | 0.7               | 0.4               | 4.9               | 31.1              | 74.4              | 76.6              | 424.8             |
| ------------------------ | ----------------- | ----------------- | ----------------- | ----------------- | ----------------- | ----------------- | ----------------- | ----------------- | ----------------- | ----------------- | ----------------- | ----------------- | ----------------- |
| Джерело: Погода і клімат |                   |                   |                   |                   |                   |                   |                   |                   |                   |                   |                   |                   |                   |

## Галерея

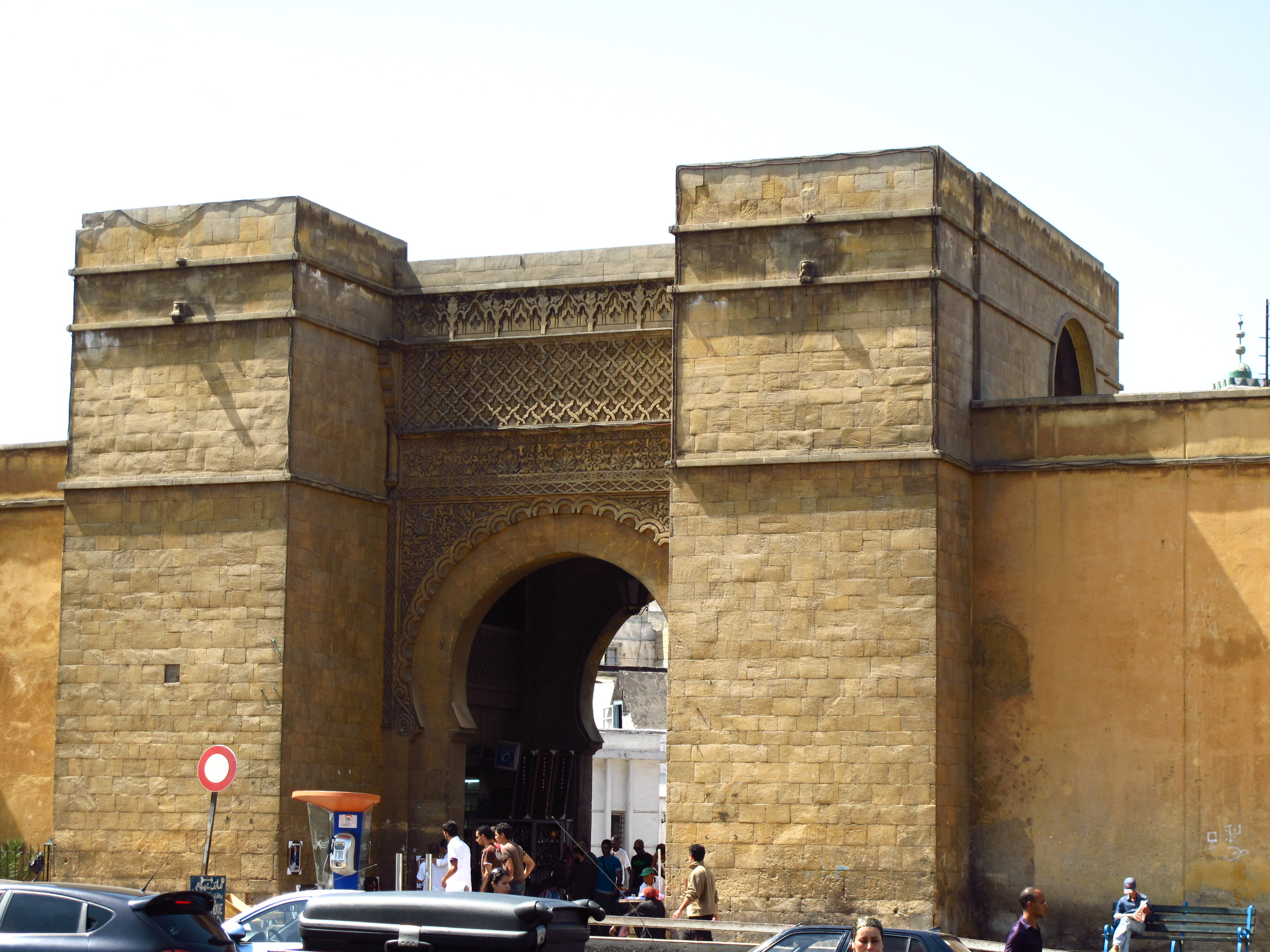
Вхід до старої частини міста (Медіни)
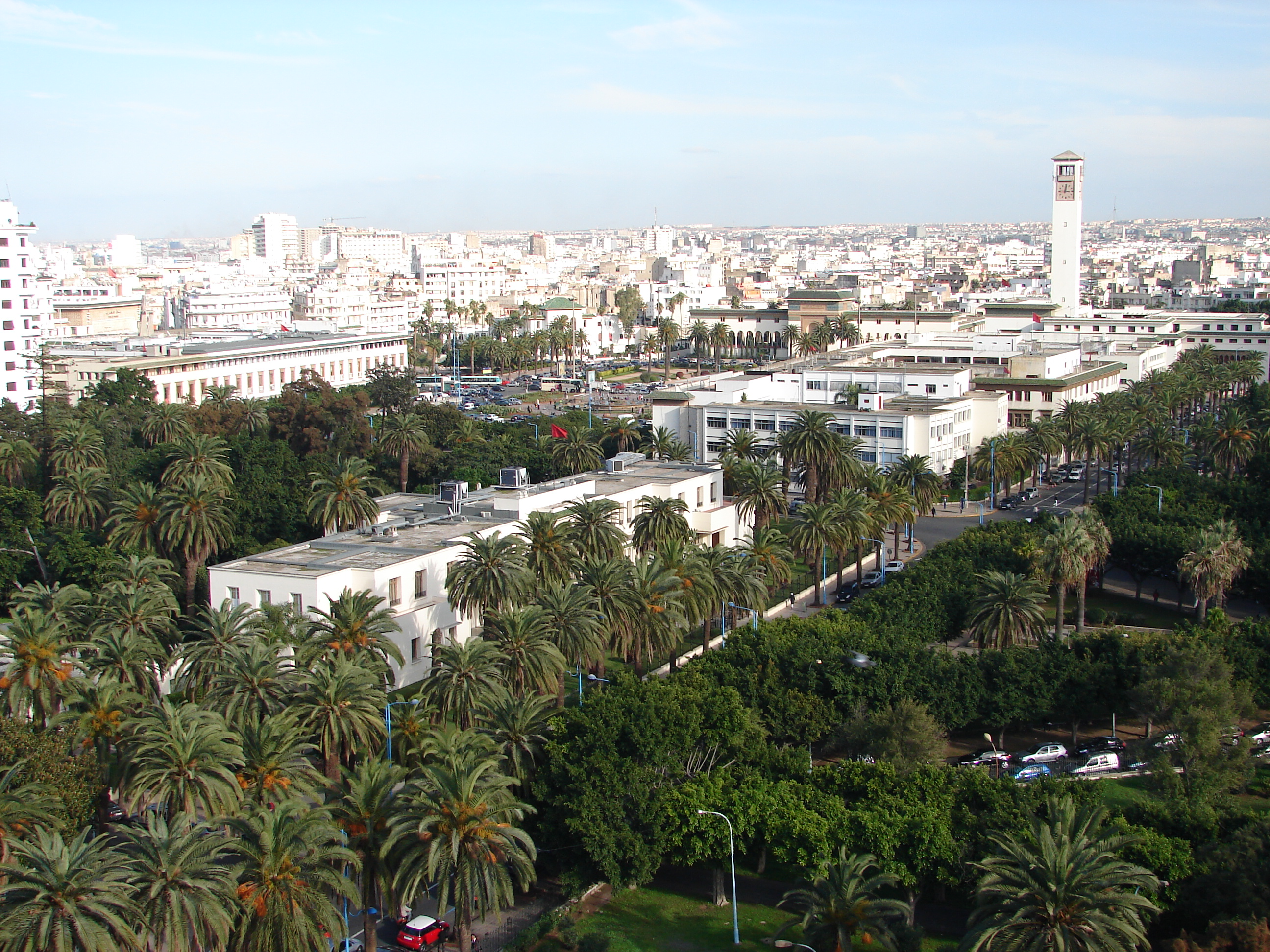
Вид на Медіну
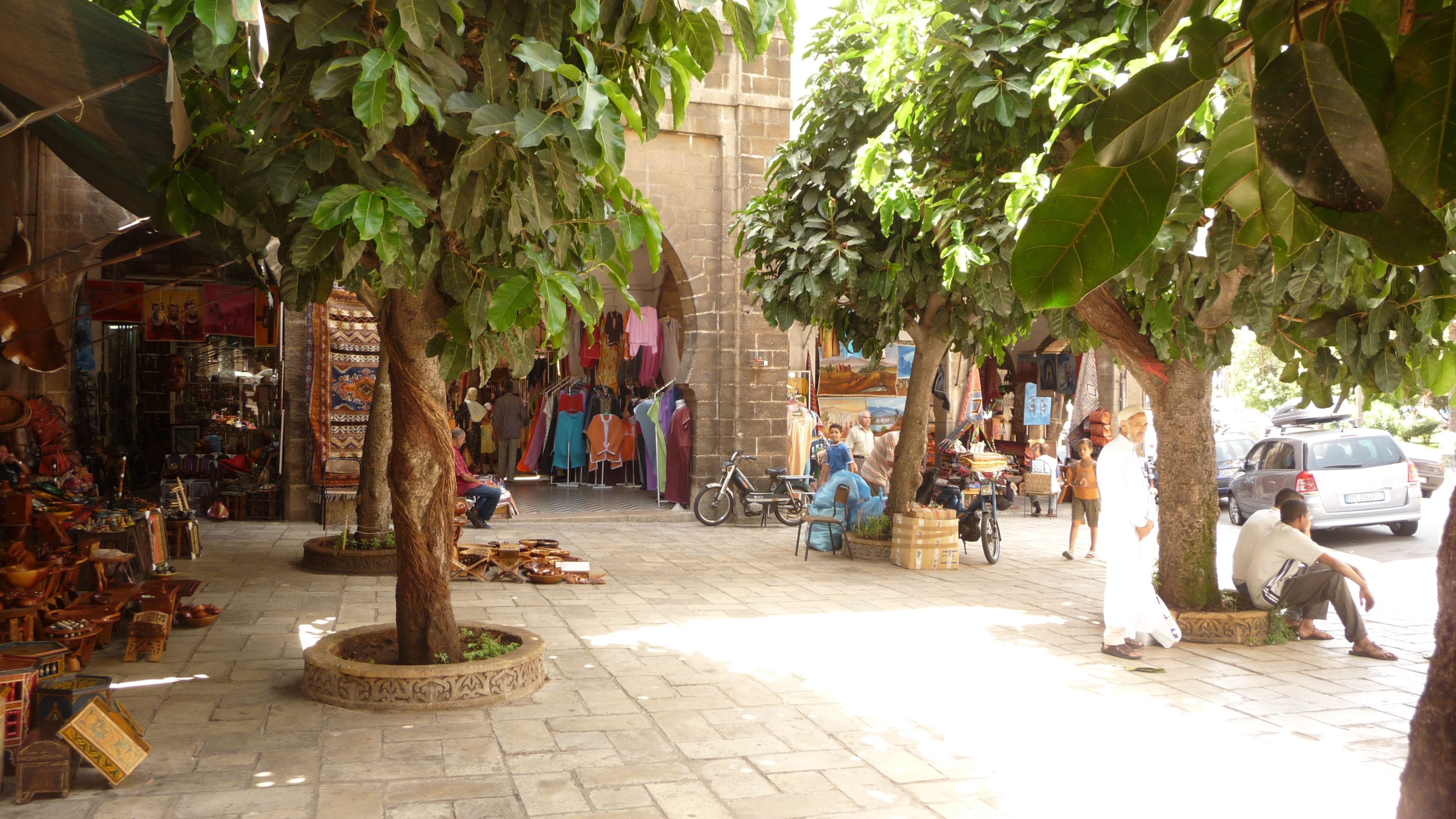
Квартал Хабоус
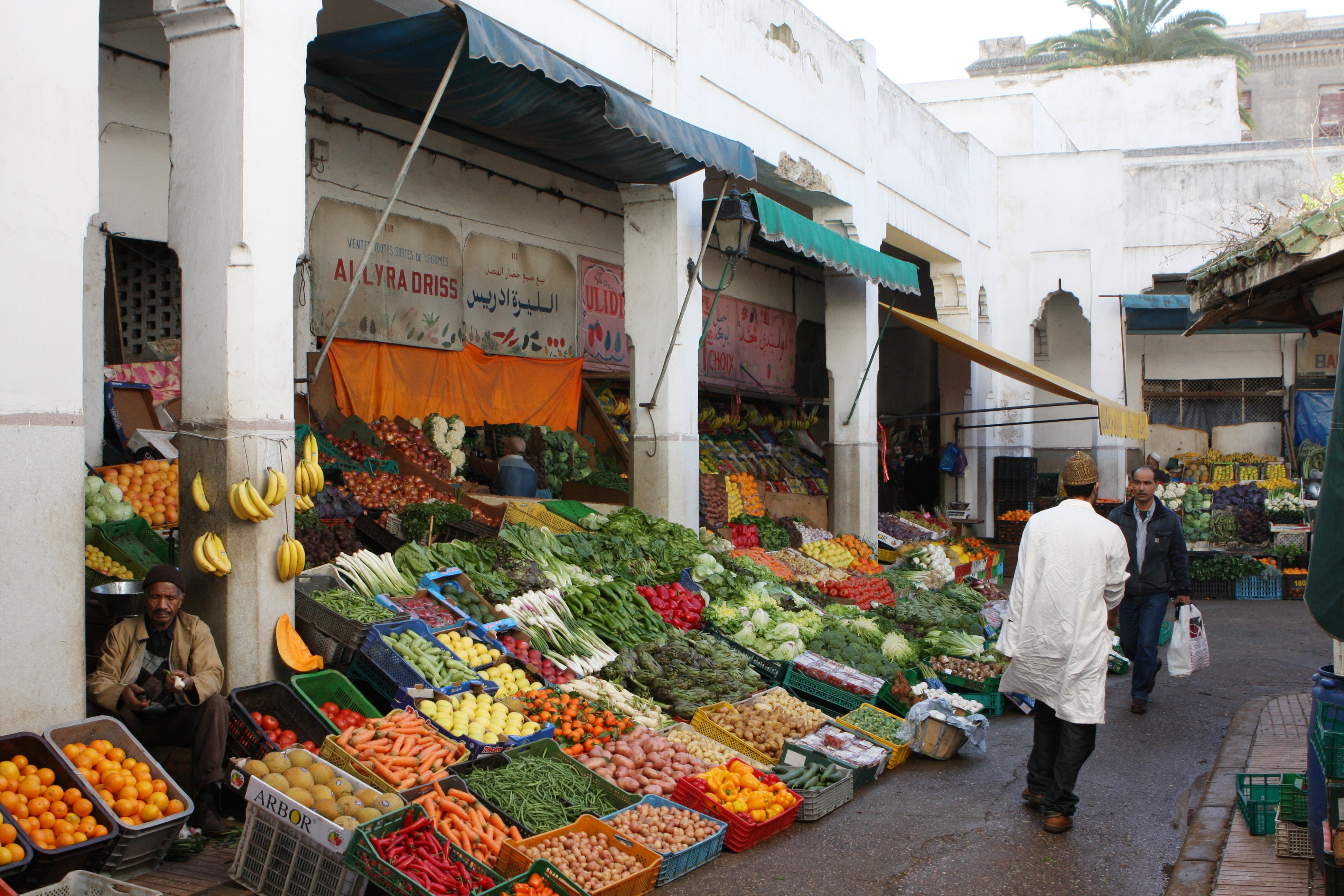
Центральний ринок
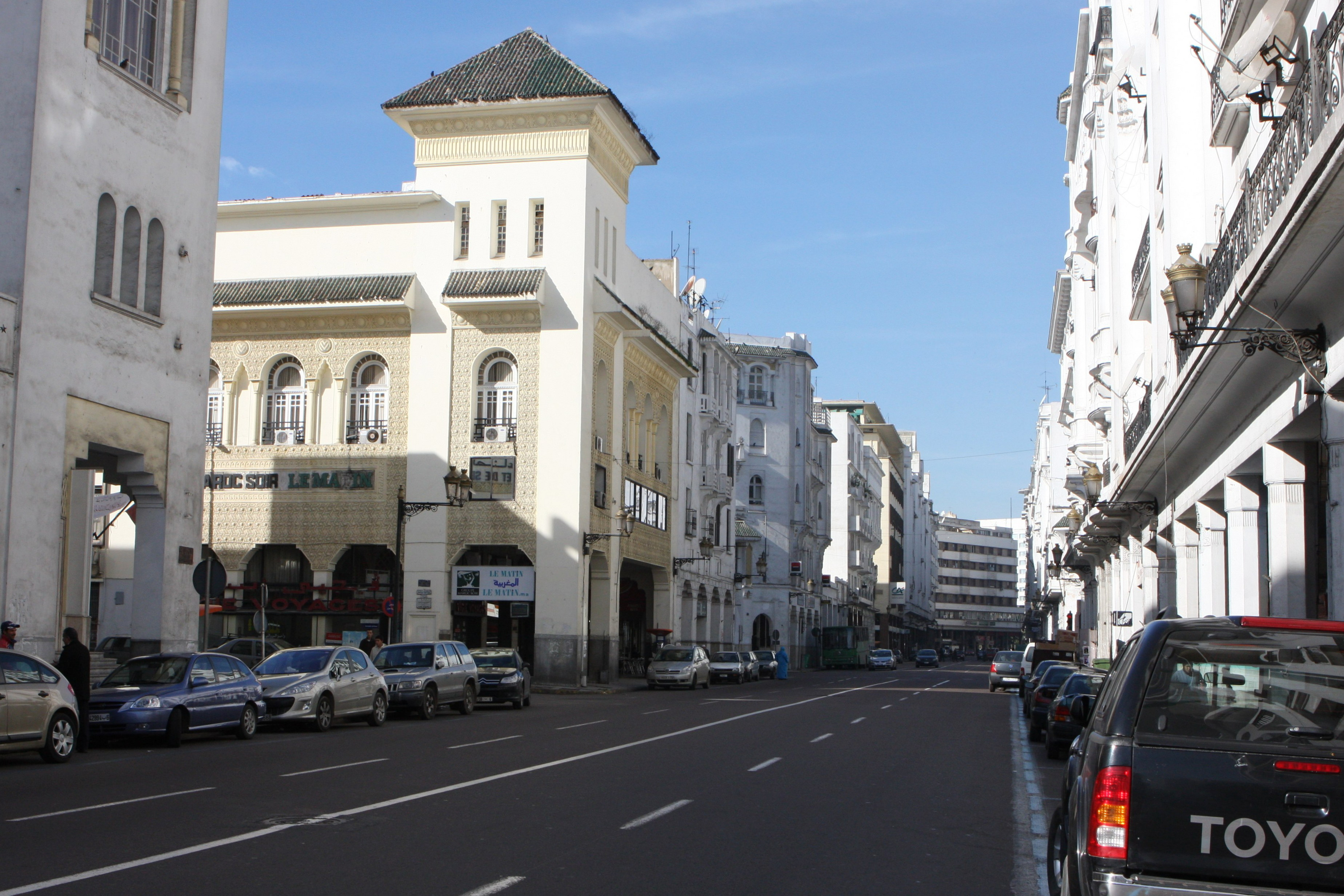
Бульвар Могамеда V
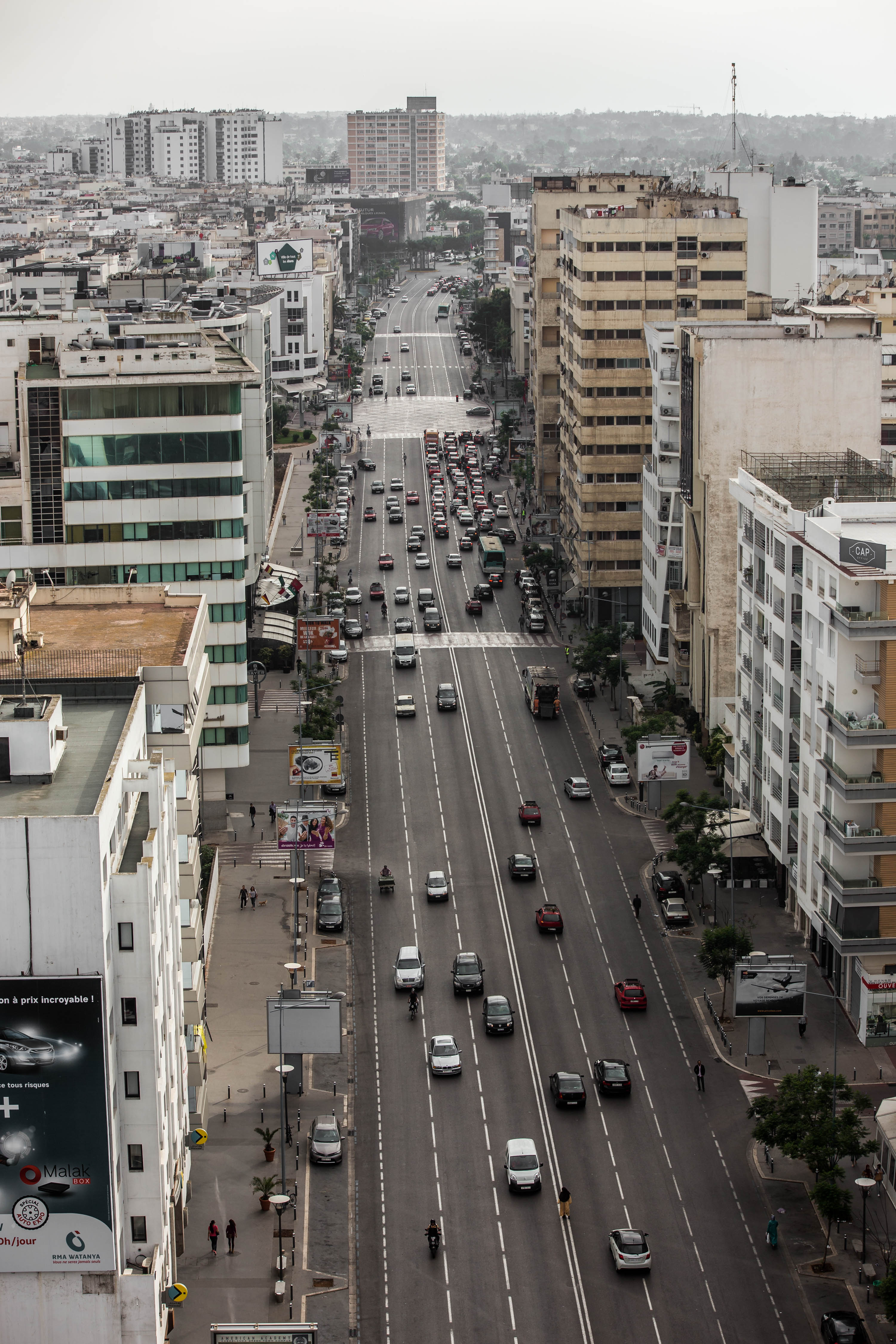
Бульвар д'Анфа
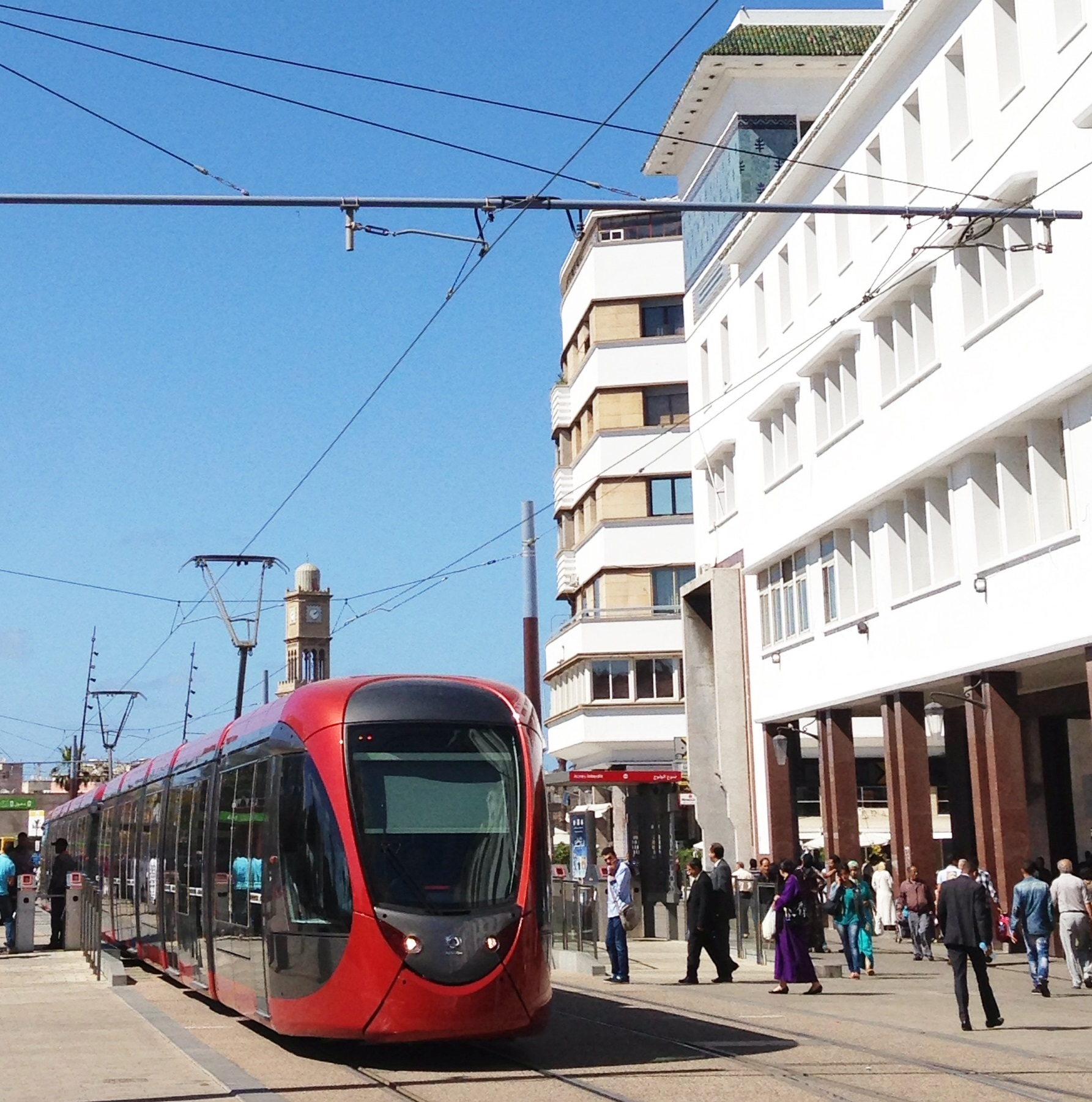
Трамвай у Касабланці
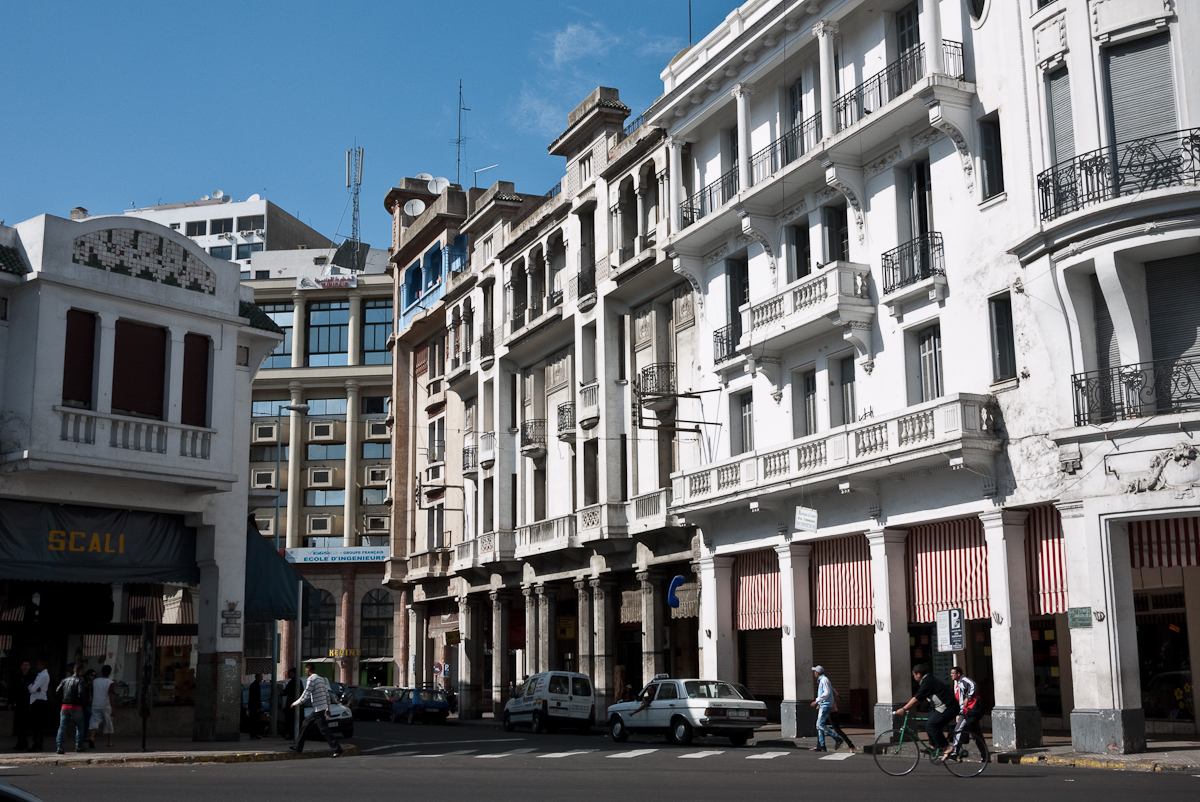
Архітектура Касабланки
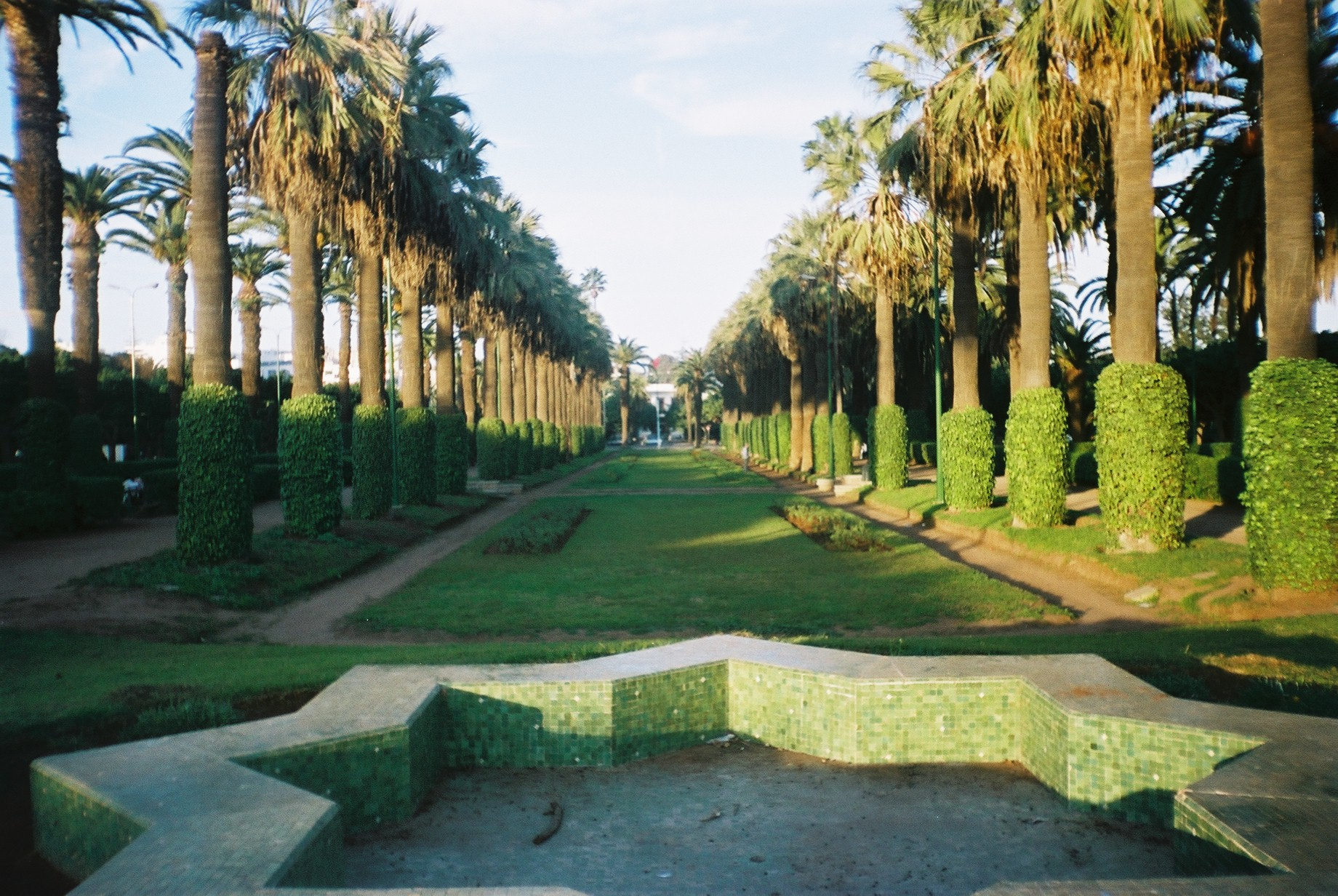
Парк Ліги арабських країн

## Відомі особи

### Уродженці Касабланки
- Серж Арош (1944) — французький фізик, лауреат нобелівської премії з фізики 2012 року.
- Бадр Банун (* 1993) — марокканський футболіст.
- Гад Ельмалех (1971) — французький, марокканський актор, режисер, комік.
- Даніель Пеннак (1944) — французький письменник.
- Саді Реббот (1935—1994) — французький актор.
- Жан Рено (1948) — французький актор іспанського походження.
- Меріме Хадід (* 1969) — мароккансько-французький астроном, дослідниця та астрофізик.
- Катрін Панколь — французька письменниця.